# Mirsaid Sultan-Galiev
Mirsaid Sultan-Galiev (Elembet'ev, 13 giugno 1892 – Mosca, 28 gennaio 1940) è stato un giornalista e rivoluzionario boscevico di origine tatara, associato al movimento del jadidismo (riformismo musulmano turcofono in Russia).

## Biografia

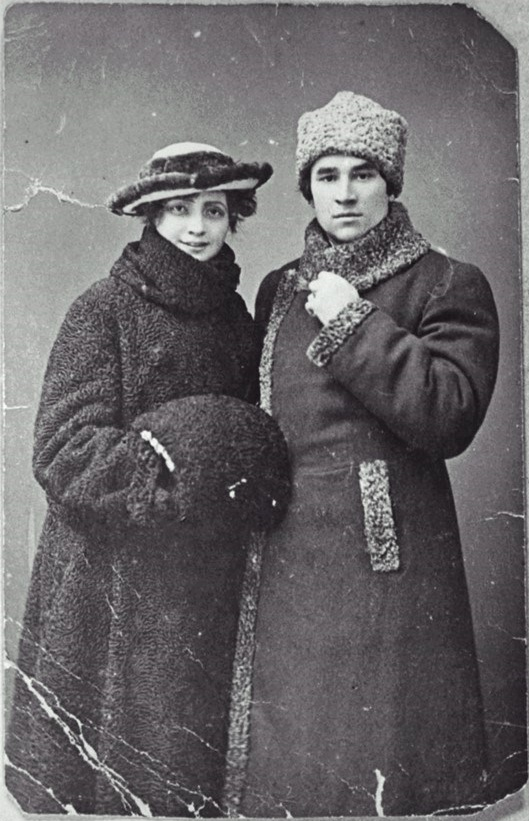
Sultan-Galiev con sua moglie nel 1919

Di origine tataro del Volga, Sultan-Galiev nacque presso Ufa, in Baskiria. Fu educato inizialmente in persiano e arabo, e dal 1905 in russo. Una volta terminati gli studi in 1911 si dedicò al giornalismo e ad insegnare la lingua russa. Entrò nelle file bosceviche nell'estate di 1917.
Sultán Galiev provò a sviluppare una dottrina alternativa di rivoluzione socialista,  con la premessa che il marxismo e lo stile di vita islamico non sarebbero necessariamente incompatibili. In tal modo egli fu uno degli elaboratori, insieme a Mulla-Nur Vahitov, della teoria del comunismo nazionale musulmano, con forza tra il 1918 e il 1928. Sultán Galiev difendeva un'applicazione selettiva della propaganda anti-religiosa nei territori sovietici, sulla base del caso concreto.
Sultan-Galiev fu destinato a Kazan' dopo la presa della città da parte dei bolscevichi, e giusto prima che questa fosse ripresa dall'Esercito Bianco verso l'estate del 1918, scappò a Mosca, Nur-Vahitov venne fucilato dai legionari cecoslovacchi in agosto. sotto la protezione di Iosif Stalin.
Preoccupato per la direzione della rivoluzione già nel 1918, durante il 1919 Sultan-Galiev pubblicò una serie di articoli dove difese il nuovo focus della Rivoluzione internazionale comunista per l'Asia in contrapposizione all'Europa Occidentale.
Sultan-Galiev ha pensato ad uno stato socialista musulmano come pivot per portare il socialismo in Asia, sviluppando il concetto di «nazioni proletarie». Con l'avanzata dei bolscevichi durante la guerra civile russa, i piani per una grande repubblica socialista tatara-baschira furono accantonati, creando due piccole repubbliche separate.

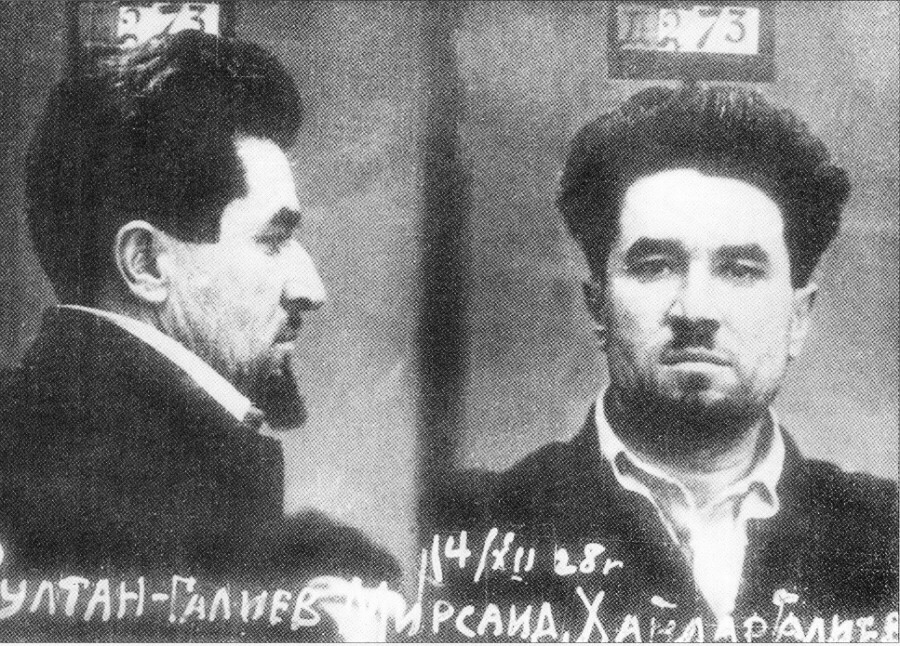
Foto segnaletica di Sultán Galiev il 14 dicembre 1928

Scontratosi apertamente già nel X Congresso comunista del 1921 con Stalin, nel 1922 la proposta di Sultan-Galiev e dei suoi collaboratori che i territori autonomi si unissero all'Unione sovietica in forma di repubblica anziché come territorio della repubblica socialista russa fu tacciata come reazionaria. 
Condannato come «deviazione nazionalista» dopo il XII Congresso Bolscevico dell'aprile 1923, Sultan-Galiev divenne il primo membro purgato dal partito per questo motivo.  Non tarderà ad essere arrestato dall'OGPU il 4 maggio 1923; dopo due confessioni sotto forte pressione, fu liberato. 
Venne detenuto di nuovo nel novembre 1928 e processato nel 1929.
Altri suoi collaboratori baschiri e tatari furono processati negli anni '20 e '30 durante le grandi purghe staliniane.
Arrestato nuovamente nel 1938, Sultan-Galiev fu condannato a morte nel 1939 e giustiziato il 28 gennaio 1940,  a Mosca.
La sua vilipesa figura è rimasta inesorabilmente associata all'idea di «rinnegato nazionalista», anche dopo la morte di Stalin.